# Pontonia spighti
Pontonia spighti är en kräftdjursart som beskrevs av Fujino 1972. Pontonia spighti ingår i släktet Pontonia och familjen Palaemonidae. Inga underarter finns listade i Catalogue of Life.